# In the Morning Tour - LIVE at TOKYO DOME CITY HALL 20161208
『In the Morning Tour - LIVE at TOKYO DOME CITY HALL 20161208』（イン・ザ・モーニング・ツアー・ライブ・アット・トウキョウ・ドーム・シティ・ホール・ツーサウザンドシックスティーンディセンバーオーエイト）は、日本のロックバンド・Mrs. GREEN APPLEの1作目の映像作品。

## 概要
3rdシングル「In the Morning」のリリースを記念して、全国ツアー「In the Morning Tour」が2016年11月から12月にかけて6都市で開催され、約12,000人を動員。本作品は2016年12月8日に東京ドームシティホールで行われた最終公演を収録したもので、2017年4月5日にリリースされた。

## ツアー日程
| 公演日 | 公演日   | 公演日 | 都市   | 会場                 |
| 年     | 月日     | 曜日   | 都市   | 会場                 |
| ------ | -------- | ------ | ------ | -------------------- |
| 2016年 | 11月20日 | 日曜   | 北海道 | 札幌PENNY LANE 24    |
| 2016年 | 11月22日 | 火曜   | 宮城   | 仙台Rensa            |
| 2016年 | 11月27日 | 日曜   | 福岡   | 福岡DRUM LOGOS       |
| 2016年 | 11月29日 | 火曜   | 大阪   | なんばHatch          |
| 2016年 | 11月30日 | 水曜   | 愛知   | Diamond Hall         |
| 2016年 | 12月7日  | 水曜   | 東京   | TOKYO DOME CITY HALL |
| 2016年 | 12月8日  | 木曜   | 東京   | TOKYO DOME CITY HALL |

## リリース
本作は、未発表曲2曲収録、さらに各地でのTOUR DOCUMENT特典映像も収録されている。
収録分数：ライブ映像 約109分、特典映像 35分
| 形態   | 規格    | 規格品番     | 備考                                         |
| ------ | ------- | ------------ | -------------------------------------------- |
| 通常盤 | Blu-ray | UPXH-20050   | GOODS - カラー20P 写真満載のブックレット付き |
| 通常盤 | DVD     | UPBH-20180/1 | GOODS - カラー20P 写真満載のブックレット付き |

## 収録映像曲
本編
1. VIP
2. キコリ時計
3. アンゼンパイ
4. Speaking
5. Oz
6. ツキマシテハ
7. ノニサクウタ
8. 光のうた
9. Just a Friend
10. REVERSE
11. うブ
12. In the Morning
13. リスキーゲーム
14. StaRt
15. サママ・フェスティバル！
16. 愛情と矛先
17. 我逢人 (アンコール)
18. 庶幾の唄 (アンコール)

特典映像
1. TOUR DOCUMENT SAPPORO・SENDAI・FUKUOKA・OSAKA・NAGOYA・TOKYO 20161120 - 20161208